# Lijst van uitdrukkingen en gezegden V-Z
Hieronder staat een lijst van uitdrukkingen en gezegden met steekwoorden die beginnen met een letter in de serie V-Z.
| Spreekwoorden       |
| A-E F-J K-O P-U V-Z |

| Uitdrukkingen en gezegden |
| A-E F-J K-O P-U V-Z       |

## vaandel
Iets hoog in het vaandel dragen/schrijven.
Ergens veel belang aan hechten.

Naar de vaantjes zijn.
Stuk zijn.

## valreep
Dat was op de valreep.
Dat is maar net gelukt.

## vallen
Uit z'n rol vallen.
Tijdens het spelen iets zeggen of doen wat niet bij de rol hoort.

## varken
Dat slaat als een tang op een varken.
Het een volgt niet logisch uit het ander. Op deze uitdrukking zijn vele varianten bedacht, meestal met schunnige inslag, zoals "Dat slaat als kut op Dirk", "dat slaat als een lul op een grote trom", "dat slaat als een lul in een bord pap".

Dat varkentje zullen we wel even wassen.
Deze opdracht zullen we even uitvoeren.

## vat
Uit een ander vaatje tappen.
De toon van het gesprek wijzigen, van onderwerp veranderen.

## verdonkeremanen
Iets verdonkeremanen.
Stelen.

## verf
Iets in de verf zetten.
Beklemtonen, accentueren.

Uit de verf komen.
Goed gelukt zijn.

## verkeren
Het kan verkeren.
Het kan veranderen, de dingen blijven niet zoals ze zijn.
(Afkomstig van Bredero, oorspronkelijk was het t Can verkeeren.)

## verveling
Verveling is het oorkussen van de duivel.
Als men zich verveelt komen allerlei duistere gedachten naar boven.

## vijg
Vijgen na Pasen zijn.
Overbodig want te laat zijn.
Vlaams gezegde, afkomstig uit de katholieke traditie: tijdens de zesweekse vastentijd, voorafgaand aan Pasen was het gelovigen verboden tal van etenswaren te eten; de vijg, een exotische fruitsoort, hoorde daar niet bij.

## vijgenblad
Vijgenbladen zoeken.
Nietige uitvluchten zoeken.

Zich met vijgenbladen dekken.
Nietige uitvluchten zoeken.

## villen
Het is op een oor na gevild.
Het is bijna klaar. Het is bijna achter de rug.

Iemand villen.
Iemand te veel laten betalen.
Iemand afpersen.

Iemand wel kunnen villen.
Erg kwaad zijn op iemand.
Een erge hekel hebben aan iemand.

Schreeuwen of men levend gevild wordt.
Heel hard schreeuwen.

## vinger
De vinger op de zere plek leggen. Ook: De vinger op de wond leggen.
Precies aangeven waar een pijnlijk probleem zit.

Een vinger in de pap hebben.
Invloed op of zeggenschap over iets hebben.

Iemand om de vinger winden.
Grote invloed op iemand hebben.

Iemand op de vingers kijken.
Scherp toezien hoe iemand iets doet, zodat elke fout direct opgemerkt wordt.

Iemand op de vingers tikken.
Iemand berispen.

Iets door de vingers zien.
Een overtreding niet bestraffen.

Iets in de vingers hebben.
Ergens ervaring en deskundigheid over hebben opgebouwd, waardoor men met grote kwaliteit en zonder fouten te maken, zich hiermee bezig kan houden.

Kloppen als een zwerende vinger.
Volkomen juist zijn, ontegenzeggelijk waar zijn.

Zich in de vingers snijden.
Zichzelf benadelen.

## vinkenslag
Op vinkenslag zitten.
Zeer alert wachten om iets te kunnen doen of zeggen, op het punt staan tot actie over te gaan. Vlaamse variant van "op het vinkentouw zitten."

## vinkentouw
Op het vinkentouw zitten.
Heeft dezelfde betekenis als "op vinkenslag zitten".

## viool
Eerste viool willen spelen.
De meest prominente taak willen vervullen, bijvoorbeeld als leider of woordvoerder van de groep.

Iets voor de kat zijn viool doen.
 Iets voor niets doen.

De violen stemmen.
Met elkaar onderhandelen, naar compromissen zoeken.

## vis
Achter het net vissen.
Iemand is je voor geweest; er valt niets meer te halen.

Boter bij de vis.
Zie: boter.

De vis begint te stinken bij de kop.
Het loopt het eerst mis bij de leiding.

Een visje uitgooien.
Proberen of ergens belangstelling voor bestaat.

Vlees noch vis zijn.
Zie: vlees

Zich als een vis in het water voelen.
Zich helemaal op zijn plaats voelen.

## vlag
Als een vlag op een modderschuit staan.
Dat is veel te mooi voor die situatie.

De vlag uitsteken.
Ergens erg blij mee zijn.

De vlag dekt de lading niet.
Dat gaat over iets anders dan gepretendeerd wordt.

Met vlag en wimpel slagen.
Met een zeer goede beoordeling slagen.

## vlees
Het is vlees noch vis.
Onduidelijk zijn wat iets is; het een of het ander, en daardoor onbruikbaar.

Weten wat voor vlees je in de kuip hebt.
Weten wat er gaande is. Weten met wat soort medemens je te doen hebt.

Zich tegoed doen aan de vleespotten.
Onterecht mee profiteren.

## vleet
(Haring) bij de vleet.
In overvloed. (Een 'vleet' is een groot net dat door de haringloggers werd/wordt gebruikt.)

## vliegen (transport)
Hij ziet ze vliegen.
Aangevend dat deze persoon iets zou zien vliegen waar dat het niet doet, daarmee indicerend dat deze persoon gek is.

## vlieg (dier)
Elkaar vliegen afvangen.
Wederzijds wijzen op onbeduidende fouten bij de ander.

Geen vlieg kwaad doen.
Uitsluitend goede bedoelingen hebben, niemand tot last zijn.

Hier niet zijn om vliegen te vangen.
Niet gekomen zijn om onbeduidende handelingen te verrichten.

Sterven als vliegen.
Sterven in grote aantallen.

Twee vliegen in één klap slaan.
Met een enkele handeling, twee keer een winst behalen.

## voet
Voet bij stuk houden.
Niet toegeven.

Ten voeten uit.
Letterlijk: de volledige gestalte is afgebeeld; figuurlijk: een getrouwe persoonsbeschrijving.

Een wit voetje halen.
Een goede indruk maken bij de leider(s).

Op te grote voet leven.
Een te ruim uitgavenpatroon hebben.

Zich in de eigen voet schieten.
Zichzelf benadelen.

Reageren met de voeten.
Door ergens weg te gaan, weg te blijven of niet meer terug te keren, aangeven dat men niet tevreden is.

Aan iemands voeten liggen.
Iemand vereren, een absolute fan van iemand zijn.

Met voeten treden.
Onbehouwen te werk gaan.

Met iemand zijn voeten spelen.
Iemand voor de gek houden.

Voeten in de aarde hebben.
Moeilijk te realiseren zijn.

Vaste voet (aan de grond) krijgen.
Ergens goed inzicht/invloed op krijgen.

Een voetveeg zijn.
Iemand zijn die voor minderwaardige klusjes gebruikt wordt.

## vogel
De hoofdvogel schieten.
Een hoofdprijs winnen, maar vaak ironisch bedoeld. Letterlijk: de hoofdvogel is de hoofdprijs bij het vogelschieten.

Een pechvogel.
Iemand die steeds tegenslag heeft.

Een vogel voor de kat.
Een hulpeloos slachtoffer, dat niet meer gered kan worden.

Hij is een vreemde vogel.
Hij gedraagt zich raar.

De vogel is gevlogen.
De dader is al weg.

Vogels van diverse pluimage.
Mensen met verschillende achtergronden.

## voordeel
Iemand het voordeel van de twijfel gunnen.
Een onzekere factor voor hem zo gunstig mogelijk laten meetellen.

## vuiltje
Er is geen vuiltje aan de lucht.
Optimale omstandigheden.

## vuist
Op de vuist gaan.
Knokken.

Voor de vuist weg.
Onvoorbereid.

In zijn vuistje lachen.
Op ietwat stiekeme wijze ergens voordeel van hebben.

Een vuist maken.
Krachtig opstellen.

## vuur
Als een lopend vuurtje.
Zich snel verspreidend (van een bericht of nieuwtje).

De kastanjes uit het vuur halen voor iemand.
Zie: kastanje

Ergens de hand voor in het vuur durven te steken.
Ergens zonder bedenkingen van overtuigd zijn.

Het vuur uit de sloffen lopen.
Een uiterste inspanning leveren.

In vuur en vlam staan.
Erg enthousiast zijn.

Olie op het vuur gooien.
Een controverse verder doen escaleren.

Met vuur spelen.
Iets ondernemen dat waarschijnlijk slecht zal aflopen.
Waar rook is, is vuur
Bij iedere gebeurtenis hoort een oorzaak. Van de meeste geruchten is er altijd wel iets waar.

## vuurpijl
Als klap op de vuurpijl.
Als iets extra's.

## waard
Buiten de waard rekenen.
Geen rekening houden met een belangrijke factor.

## waarde
Mensen in hun waarde laten.
Met respect behandelen ondanks menings- of cultuurverschillen.

## waarheid
Waarheid met de slag om de arm.
Een waarheid die vele facetten kent.

## wacht
Iemand de wacht aanzeggen.
Iemand waarschuwen dat er op hem/haar gelet zal worden of hij/zij onaanvaardbare dingen doet.

Iets in de wacht slepen.
Iets verkrijgen waarvoor men moeite heeft gedaan, bv. een prijs of een beloning.

## wagen (transport)
Het paard achter de wagen spannen.
Zie: paard.

## wak
Een wak slaan.
Vindingrijk zijn.

## wal
Dat raakt kant noch wal.
Dat is geen zinnig argument.

Van de wal in de sloot (helpen).
De situatie verergeren in plaats van verbeteren.

Dan moet de wal het schip maar keren.
Als iemand niet vooraf rekening houdt met een naderend probleem, dan moet het probleem maar daadwerkelijk in volle omvang ontstaan, en dan alsnog worden opgelost.

Van twee walletjes eten.
Overal zijn voordeel mee doen (negatief).

Aan lager wal geraken.
Fortuin verliezen; arm en berooid worden.

Tussen de wal en het schip geraken.
In de knel komen.

De beste stuurlui staan aan wal.
Wie het werk niet uitvoert heeft het meeste commentaar over hoe het uitgevoerd zou moeten worden.

## wanten
Van wanten weten.
Goed kunnen aanpakken (bijvoorbeeld: "Als hij het oppakt, komt het wel goed, want dat is iemand die van wanten weet").

## warm
Er warmpjes bijzitten.
Over ruime financiële middelen beschikken.

## was
De vuile was buiten hangen.
Over de eigen onaangename zaken spreken met buitenstaanders.

Goed in de slappe was zitten.
Rijk zijn.

## water
Het water loopt hem in de mond.
Hij heeft er heel veel trek in.

Het warm water (her)uitvinden.
Iets wat reeds lang bekend is, presenteren alsof het een originele innovatie is. (Niet te verwarren met "het wiel opnieuw uitvinden".)

In troebel water vissen.
Uit verwarring of onenigheid persoonlijk voordeel proberen te halen.

In het water vallen.
Falen (een opzet, een voornemen, een plan), mislukken, niet doorgaan.

Boven water halen.
Tevoorschijn halen.

Boven water komen.
Tevoorschijn komen, verschijnen.

Water naar de zee dragen.
Zie: zee.

Water bij de wijn doen.
Compromissen zien te sluiten.

Geen water is hem te diep.
Hij durft alles te ondernemen.

Water in je kelder hebben (staan).
Een te korte broek aanhebben.

Het water stijgt hem tot de lippen.
Zie: lip.

## weer
IJs en weder dienende.
Als het weer het toelaat.

Technisch weer.
Warm, zonnig weer, zodat technici na afloop van een klus nog even ergens op een terras gaan zitten, waardoor het werk langer duurt dan verwacht. Dit wordt sarcastisch geweten aan "technisch weer".

## weg
Aan de weg timmeren.
Veel activiteiten ontplooien en daarmee naar buiten treden om verandering en vernieuwing te bewerkstelligen.

Naar de bekende weg vragen.
Overbodig handelen.

De weg kwijt zijn.
Zich onhandig opstellen, onverstandige keuzes maken.

Zo oud als de weg naar Rome of: Zo oud als de weg naar Kralingen.
Heel oud.

Alle wegen leiden naar Rome of: Vele wegen leiden naar Rome.
Er zijn meerdere methoden om iets te bereiken.
(De Romeinen waren pioniers op het gebied van de wegenbouw. Vanuit hun hoofdstad Rome werden vele wegen aangelegd om met hun legioenen alle uithoeken van het rijk te kunnen bereiken, bijvoorbeeld de Via Appia. Vandaar dat de meeste wegen inderdaad van en naar Rome liepen.)

Gods wegen zijn ondoorgrondelijk.
Er gebeuren soms rare dingen.

## wet
Zich de wet niet voor laten schrijven.
geen bevelen accepteren van een ander.

Haar wil is wet.
Als wat zij wil niet gebeurt, dan ontstaan er grote conflicten.

Wet van Meden en Perzen.
Een onwrikbare gewoonte, die altijd gevolgd wordt. Of: Een samenhang die zich altijd voordoet.
(Vaak wordt de uitdrukking ontkennend gebruikt: "Dat is geen wet van Meden en Perzen.")

Boven de wet staan.
Niet gebonden zijn aan de wet.

## wiel
Het wiel opnieuw uitvinden.
Dubbel werk doen.

## wijn
Water bij de wijn doen.
Compromissen zien te sluiten.

Oude wijn in nieuwe zakken.
De zaken zijn anders gepresenteerd, maar niet wezenlijk  veranderd. (Naar Matteüs 9 vers 17.)

Klare wijn schenken.
De waarheid zeggen.

## wil
Voor elk wat wils.
Er zit voor iedereen wel wat bij.
(Afkomstig van Roemer Visscher, oorspronkelijk was het Elck wat wils.)

Waar een wil is, is een weg.
Als je het wil is alles mogelijk.

## wilg
De lier aan de wilgen hangen.
Zie: lier.

## wind
De wind in de zeilen hebben.
Succes boeken dankzij gunstige omstandigheden.

De wind mee hebben.
Succes boeken dankzij gunstige omstandigheden.

De wind van voren krijgen.
Een stevig standje in ontvangst nemen.

Haagse wind.
Bluf.

Met alle winden waaien of zeilen.
Door alles en iedereen laten beïnvloeden.

Voor de wind gaan.
Succesvol zijn in zaken.

## winst
Tel uit je winst.
Kijken waar je het meeste voordeel bij hebt.

## wol
Door de wol geverfd zijn.
Zeer ervaren zijn

## woordenboek
Dat staat niet in zijn woordenboek.
Dat kent hij niet, daar doet hij niet aan mee, heeft hij nog nooit van gehoord.

## worst
Het zal mij worst wezen.
Het maakt voor mij geen enkel verschil.

Iemand een worst voorhouden.
Iemand een voordeeltje in het vooruitzicht stellen, teneinde hem te bewegen ergens mee akkoord te gaan.

Of je worst lust!
Antwoord als iemand "Wat?!" zegt.

## zak
De zak krijgen.
Ontslagen worden.

In zak en as zitten.
Terneergeslagen zijn. (Oorspronkelijk: Joodse rouw.)

(Dat) in zijn zak steken.
1. Iets zich toe-eigenen
2. Gezegd van een bijtende toespeling, die iemand zich moet aantrekken, in de zegswijze: "Die kun je in je zak steken", die is voor jou, die kan je aanpakken.

## zand
Als los of droog zand aan elkaar hangen.
Geen samenhang of structuur vertonen.

Als (los) zand door de vingers glippen.
Er geen controle over hebben; het niet begrijpen.

De kop in het zand steken.
De waarheid of het gevaar niet willen zien. Dit verwijst naar het bijgeloof dat struisvogels bij naderend gevaar hun kop in het zand steken.

De hakken in het zand zetten.
Tegenwerken, koppig zijn.

Een huis op zand bouwen.
Een dwaze fout begaan.

Een zandhaas zijn.
Letterlijk: een infanterist zijn. Overdrachtelijk: een bescheiden of onprettige positie hebben.

Een zandwinkeltje opgezet hebben.
Overleden zijn.

Iemand zand in de ogen strooien.
Iemand bedriegen of misleiden.

In het zand bijten.
Sneuvelen, neervallen, verliezen.

In het zand liggen.
Dood zijn.

In het zand schrijven.
Iets doen of maken dat weinig duurzaam is.

Ontelbaar als het zand der zee zijn.
Onberekenbaar in hoeveelheid zijn. Ontleend aan de Bijbel, Gen.22:17.

Op het zand zitten.
Alles kwijt zijn.

Op zand bouwen.
Op losse grondslag iets ondernemen, ijdele verwachtingen koesteren.

Zand erover.
We praten er niet meer over en vergeten het.

Zand in de ogen krijgen.
Zich beledigd voelen.

Zand in de raderen strooien.
Problemen veroorzaken bij iets dat in eerste instantie goed liep, saboteren.

Zand schuurt de maag.
Een beetje zand in het eten is niet erg.

Zand verkopen.
Dood zijn.

Zandruiter worden.
Letterlijk: van het paard vallen. Overdrachtelijk: een goede baan of geld kwijtraken.

## zat
Ladderzat zijn.
Zeer dronken zijn.

Oud en der dagen zat zijn.
Zie: oud.

Starnakelzat zijn.
Zeer dronken zijn.

Zo zat zijn als een Maleier of Meleier.
Zeer dronken zijn.

## zee
Op zee blijven.
Op zee vergaan/omkomen.

Water naar zee dragen.
Overbodig werk doen.

Met iemand in zee gaan.
Met iemand een samenwerking beginnen.

Geen zee te hoog gaan.
Nergens bang voor zijn.

Zeeën van tijd hebben.
Ergens erg veel tijd voor hebben.

Recht door zee gaan.
Eerlijk zijn.

## zeep
Om zeep brengen/helpen/zijn.
doden/mislukken.
(Expedities die zeep gingen halen kwamen vaak niet terug vanwege piraterij. Toen ze niet terugkwamen en mensen zich afvroegen waar ze bleven vertelde men: "ze zijn om zeep".)

Een zeperd halen.
Afgaan.

## zeggen
Zeggen wat je doet en doen wat je zegt.
Proactief communiceren en je houden aan toezeggingen.

Zeg nou zelf.
Dat vind jij zelf toch ook zo!

## zeil
De wind in de zeilen hebben.
Goede voortgang boeken.

Alle zeilen bijzetten.
Alles op alles zetten.

Bakzeil halen.
Aan een ander toegeven.

Onder zeil gaan.
Gaan slapen.

De zeilen hijsen.
Opstaan, vertrekken.

De wind uit de zeilen nemen.
Iemand dwarszitten.

Een oogje in het zeil houden.
Ergens goed op letten.

Ergens verzeild raken.
Ergens onbedoeld terechtkomen.

Er is geen land met hem te bezeilen.
Hij gedraagt zich zo, dat er niet met hem gewerkt kan worden. Hij laat zich niet corrigeren.

## zoden
Zoden aan de dijk zetten.
Daadwerkelijk hulp verschaffen.

Onder de [groene] zoden stoppen.
Iemand begraven.

## zon
Het zonnetje in huis.
Iemand die zorgt voor een goede, opgeruimde sfeer.

## zondag
Een zondagskind.
Iemand die steeds geluk heeft.

## zout
Het zout in de pap niet waard zijn.
Niets presteren.

Iets met een korreltje zout nemen.
Iets niet helemaal voor waarheid aannemen.

Op iedere slak zout leggen.
Overal opmerkingen op maken.

Het zout in de pap niet verdienen.
Heel weinig verdienen.

Iemand ongezouten de waarheid vertellen.
Iemand openhartig vertellen wat je over hem denkt.

Zout in de wond strooien.
Iemands leed verergeren.

## zuster
Je zuster op een houtvlot! of kortweg Ja, je zuster!
Ik geloof je niet.

## zwaaien
Dan zwaait er wat.
Dan dreigen zware repercussies.

## zwaar
Zwaar op de hand zijn.
Zeer ernstig/zwaarmoedig van karakter zijn.

## zwart
Het zwart op wit hebben.
In geschreven of gedrukte vorm. Gedocumenteerd.

Op zwart zaad zitten.
Geen geld meer hebben.

Het zwarte schaap van de familie.
Het verstoten familielid.

Een zwarte kat krabt niet.
Je moet je niet laten leiden door je angsten.

## zwartepiet
Iemand de zwartepiet toespelen.
Iemand verantwoordelijk maken voor een onaanlokkelijke taak.
(Afgeleid van het kaartspel zwartepieten, waarin één kaart de "zwartepiet" is. Degene die de zwartepiet krijgt toegespeeld is in het nadeel.)

## zwijgen
Zwijgen als het graf.
Geen enkele informatie geven.

## zwijnen
Parels voor de zwijnen gooien.
Zie: parels